# Абрамский, Яаков Давид
Яаков Давид Абрамский (1914, Смоляны Могилёвской губернии — 1979, Иерусалим) — израильский переводчик, лингвист, библиограф и писатель. Писал на иврите.

## Биография
Родился в местечке Смоляны в семье раввина И.Абрамского. В 1937 эмигрировал в Эрец-Исраэль.
Сначала он жил в Тель-Авиве, но два года спустя, в 1939, переехал в Иерусалим. Работал много лет (до 1963) в Национальной библиотеке Израиля[кем?]. Им были опубликованы исследования, очерки и статьи[сколько?] в журналах и ежедневных газетах Израиля и США[каких?] по еврейской литературе.